# Lápafő
Lápafő is een plaats (község) en gemeente in het Hongaarse comitaat Tolna. Lápafő telt 197 inwoners (2001).